# Soher El Sukaria
Soher El Sukaria (nascida a 16 de maio de 1975) é uma política argentina nascida no Líbano que serve como membro da Câmara dos Deputados da Argentina, eleita na província de Córdoba, desde 2019. Membro da Proposta Republicana, El Sukaria serviu anteriormente como membro da Legislatura Provincial de Córdoba de 2015 a 2019.
Muçulmana praticante, El Sukaria é a primeira mulher muçulmana eleita para o congresso argentino.

## Carreira política
Nas eleições gerais de 2015, El Sukaria foi candidata na lista Juntos por Córdoba para a Legislatura Provincial de Córdoba, e conseguiu foi eleita. Mais tarde, ela foi nomeada presidente do capítulo da Cidade de Córdoba da Proposta Republicana.
El Sukaria foi a segunda candidata na lista da Província de Córdoba Juntos por el Cambio à Câmara dos Deputados da Argentina nas eleições gerais de 2019, atrás de Mario Negri; a lista foi a mais votada na província, e El Sukaria foi eleita. Ao ser eleita, El Sukaria tornou-se na primeira mulher muçulmana eleita para o Congresso Nacional da Argentina – vários homens muçulmanos, nomeadamente Eduardo Menem, já haviam servido em ambas as casas do Congresso antes.